# Gasmikroskop
Das Hydrooxygengas-Mikroskop oder kurz Gasmikroskop war ein Bautyp eines Projektionsmikroskops, wobei das Licht durch eine Sammellinse auf den zu erleuchtenden und zu vergrößernden Gegenstand geleitet wurde, von dem dann, mit Hilfe mehrerer achromatischer Linsen ein vergrößertes Bild auf eine weiße Wand projiziert wurde. Im Aufbau der optischen Teile entsprach es vollständig dem Sonnenmikroskop, nur dass künstliches Licht statt des Sonnenlichts verwendet wurde, nämlich das von Thomas Drummond entwickelte Drummondsche Licht. Dabei wird mittels einer Wasserstoffgasflamme, in die ein Strom Sauerstoffgas geblasen wird, ein Stückchen gebrannter Kalk zur Weißglut gebracht.
Die Erfindung wird in Herders Conversations-Lexikon von 1855 dem englischen Mikroskopbauer John Cary (1754–1835) im Jahr 1832 zugeschrieben. Die erste öffentliche Vorführung fand vermutlich tatsächlich am 18. Februar 1833 statt, in einer Zusammenarbeit von Cary mit dem Londoner Chemiker und Mineralogen John Thomas Cooper (1790–1854).